# Profil
 Ovo je glavno značenje pojma Profil. Za druga značenja pogledajte Profil (razdvojba).
Profil je u likovnoj umjetnosti jedan od načina portretiranja, slika glave prikazana sa strane, pod kutom od 90°. Profil može biti lijevi ili desni, ovisno na koju je stranu glava okrenuta. Ako je kut glave između en facea i profila, govori se o poluprofilu. Ponekad se koristi i pojam "tri četvrtine profila" za poluprofil s kutom glave od 45°. Ako je kut glave veći od 90°, takav se profil naziva profil perdu (izgubljeni profil). Profil se može, kao i za portret, odnositi samo na sliku glave, ali također i poprsja, kao i čitave figure osobe.

## Etimologija
Riječ profil dolazi od talijanske riječi profilo = osnovne crte (od profilare - ocrtati). U hrvatski je jezik preko francuskog profil došla iz istog oblika u njemačkom jeziku.

## Povijest
U umjetnosti starih civilizacija na bliskom istoku, a naročito u egipatskoj do 14. st. pr. Kr. do faraona Eknatona, portreti su bili stilizirani a sličnosti se pridavao mali značaj.
U srednjem vijeku, krajem 14. stoljeća, u Burgundiji i Francuskoj počeli su se izrađivati portreti oslikani na malim drvenim pločama, najprije u profilu, a zatim i u ostalim pogledima.
U Renesansi, između 1450. i 1500. godine bili su popularni portreti iz profila inspirirani antičkim medaljonima. Medaljoni sa svojim dvostranim slikama inspirirale su i kratkotrajnu "modu" dvostranog slikanja. Relativno rano sjevernoeuropski slikari napuštaju profil i počinju slikanje portreta s realističnim volumenom i proporcijama.

## Vanske poveznice
- [neaktivna poveznica] (en.)
- Ljupčo Taškovski, Jednostavan Način Kako Nacrtati Profil, s web stranice www.crtanje-i-slike.com (sr.)